# Miltona (Minnesota)
Miltona est une ville américaine située dans le Comté de Douglas, dans le Minnesota. Selon le recensement de 2020, sa population est de 424 habitants.